# Тълидоу (Вашингтон)
Тълидоу (на английски: Toledo, звуков файл и буквени символи за произношение ) е град в окръг Луис, щата Вашингтон, САЩ. Тълидоу е с население от 663 жители (2000) и обща площ от 0,9 km². Намира се на 37 m надморска височина. ЗИП кодът му е 98591, а телефонният му код е 360.